# Ernst Håkon Jahr

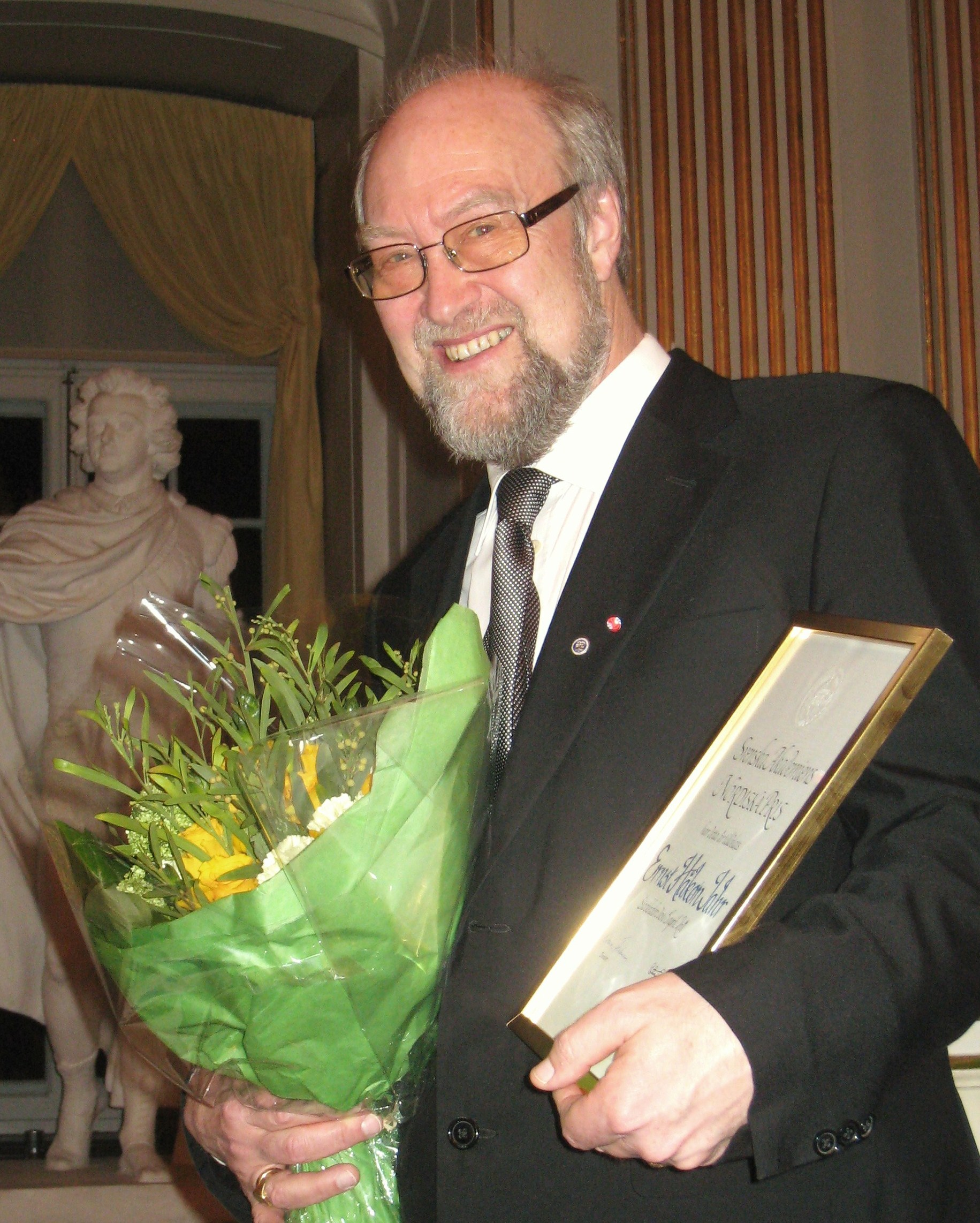
Ernst Håkon Jahr vid utdelningen av Svenska Akademiens nordiska pris 2011

Ernst Håkon Jahr, född 4 mars 1948 i Oslo, är en norsk lingvist och professor vid universitetet i Agder. Han blev filosofie doktor vid universitetet i Tromsø 1984 och 1986 professor vid detta universitetet. Sedan 1999 är han professor vid universitetet i Agder. Tidigare var han även rektor för Agder universitet, från 2000-2007. 
Han har varit gästforskare i England och USA och gästprofessor i Hamburg. Jahr är medlem i Det Norske Videnskaps-Akademi, Det Kongelige Norske Videnskabers Selskab, Kungl. Gustav Adolfs Akademien, Academia Europaea, Kungliga Vetenskaps- och Vitterhets-Samhället och Kungliga Skytteanska Samfundet och är preses för Agder vitenskapsakademi sedan 2002. Sedan 2009 är han filosofie hedersdoktor vid Uppsala universitet (och redan 1995 vid Adam Mickiewicz-universitetet i Poznań, Polen). Han har startat tre tidskrifter och tre bokserier inom språkvetenskap. År 2011 tilldelades han Svenska Akademiens nordiska pris.
Han är bosatt i Kristiansand i Norge. 

## Verk i urval
- Talemålet i skolen. Diss, 1984
- Utsyn over norsk språkhistorie etter 1814. 1989
- Innhogg i nyare norsk språkhistorie. 1992
- Clara Holst – en kvinnlig pionér i akademia i Norge. 2006
- Språkhistorie og språkkontakt. 2008